# Gonfalon de Modène
Gonfalon de Modène (en italien : Gonfalone con San Geminiano e la Vergine col Bambino) est une peinture religieuse, un gonfalon réalisé par Ludovico Lana en 1633 et exposé dans la Salle du Conseil du Palazzo comunale à Modène.

## Histoire
L'œuvre est une bannière de procession, un gonfalon destiné à protéger la cité contre la peste, interprétée comme punition divine, colère de Dieu contre les hommes pêcheurs.
La bannière est conservée dans la Salle du Conseil du Palazzo comunale.

## Iconographie
La personnalisation de la bannière se traduit par une représentation stylisée de la cité que les fidèles doivent reconnaître pour accentuer leur dévotion lors des processions, et la présence de saints locaux ou populaires.
La Vierge Marie, suprême intercesseur auprès de Dieu ou du Christ vengeur, est appelée par un intercesseur terrestre, ici saint Géminien de Modène.

## Description
La Vierge portant l'Enfant sur un nuage à gauche de la composition porte le regard vers saint Géminien de Modène en habit d'évêque, posté sur un autre nuage placé plus bas.
L'Enfant Jésus, qui tient une cordelette, se penche sur un panorama de la cité de Modène reconnaissable (coupole du Duomo et son campanile dite Torre Ghirlandina, tours du Palazzo comunale, tours civiles, fortifications et porte d'accès monumentale au premier plan…).